# Nada Rocco
Nada Rocco (* 15. September 1947 in Zagreb, SR Kroatien, Jugoslawien als Nada Klašterka) ist eine kroatische Schauspielerin und Sängerin.

## Leben und Karriere
Nada Rocco kam als Tochter der Schauspielerin Nada Klašterka zur Welt. Sie war bereits als Kinderschauspielerin im Theater tätig. Sie studierte an der Hochschule für darstellende Kunst in Zagreb im Jahr 1972 und begann bereits 1972 am Kroatischen Nationaltheater in Zagreb mehrere Rollen zu spielen. Daneben arbeitet sie an mehreren Theatern in Zagreb, dem Dubrovnik Sommer Festival, dem Split Sommer Festival und anderen musikalischen Darbietungen.
Einem weiten Publikum wurde Rocco als Kaffeehausbesitzerin Nada Horvat-Barić in der Seifenoper Zabranjena ljubav bekannt, die sie die ganze Serie hindurch spielte.

## Privates
Roccos Tochter Barbara Rocco ist ebenfalls Schauspielerin. Ihr Sohn Luka Rocco ist Priester und Schriftsteller.

## Filmografie

### Filme
- 1974: O’kaj

### Fernsehserien
- 1976: U registraturi
- 2004–2008: Zabranjena ljubav
- 2010: Najbolje godine
- 2011–2012: Stipe u gostima
- 2012: Larin izbor
- 2014: Zora dubrovačka